# آن كانواي (الفيلسوفة)
آن كانواي (المعروفة أيضًا باسم الفيكونتة كانواي؛ اسم الميلاد فينش؛ 14 ديسمبر 1631 – 23 فبراير 1679) فيلسوفة إنجليزية، كان لعملها وفقًا لتقليد أفلاطونيّ كامبريدج، تأثيرًا على الفيلسوف غوتفريد لايبنيتس. إن فكر كانواي هو عبارة عن شكل متجذر من الفلسفة العقلانية مع سمات مميزة من الاهتمامات والأنماط المركزية الأنثوية، ما يقود إلى الاعتقاد بأنها فريدة من نوعها بين أنظمة القرن السابع عشر.

## سيرة حياتها
ولدت آن فينش للسير هينيج فينش (الذي شغل منصب قاضي لندن ورئيس مجلس العموم في عهد الملك تشارلز الأول) وزوجته الثانية إليزابيث (ابنة ويليام كرادوك من ستافوردشاير). كانت الابنة الصغرى وتوفي والدها قبل أسبوع من ولادتها. تلقّت تعليمها على يد معلمين خصوصيين وتضمنت دراستها اللغة اللاتينية لتضيف إليها فيما بعد اللغتين اليونانية والعبرية. قدّمها أخوها غير الشقيق جون فينش، المشجع لاهتماماتها الفلسفية واللاهوتية، إلى أحد أفلاطونيّ كامبريدج، هنري مور، الذي كان من مدرّسي جون في كلية المسيح، كامبريدج. نتج عن ذلك مراسلاتٍ دائمة وصداقة وثيقة بين الاثنين حول موضوع فلسفة رينيه ديكارت، وتطورت آن خلال هذه المراسلات من تلميذة غير رسمية لدى مور إلى مثقفة ندّ له. قال مور واصفًا آن «نادرًا ما التقيتُ بشخص، سواء كان رجلًا أو امرأة، يمتلك مواهب طبيعية أفضل مما تمتلكه الليدي كانواي». (مقتبس من كتاب ريتشارد وارد بعنوان «حياة هنري مور» (1710) الصفحة 193)، وأنّ آن «لم تتفوق على جنسها فحسب في معرفة الظواهر الطبيعية والإلهية، بل تفوقت حتى على الجنس الآخر». نشأت كانواي في منزل يُعرف اليوم باسم قصر كنسينغتون وتعود ملكيته لعائلتها في ذلك الوقت.
تزوجت آن في عام 1651 من إدوارد كانواي، الذي أصبح لاحقًا إيرل كانواي الأول، وكرّس مور في العام التالي كتابه الذي حمل عنوان ترياق ضد الإلحاد لها. بعد مرور عام تقريبًا على زفافهما، اتخذ الزوجان من منزل كانواي في قصر كنسينغتون مكانًا لإقامتهما. أنجبت آن في عام 1658 ابنها الوحيد، هينيج إدوارد كانواي، الذي توفي بسبب إصابته بالجدري بعد عامين فقط من ولادته. أصيبت آن نفسها بالجدري الذي أودى بحياة ابنها، لكنها تمكنت في النهاية من التخلص من المرض والنجاة منه.
كان زوجها إدوارد مهتمًا بالفلسفة أيضًا وقد تعلّم هو نفسه على يد مور، لكنّ آن تفوقت عليه في عمق تفكيرها وتنوع اهتماماتها. تواصلت آن مع إليزابيث فوكس كروفت عبر مور على الأرجح، وانتقلت فوكس كروفت للعيش معها عندما ذهب زوج إليزابيث إلى الهند في عام 1666، لتصبح رفيقتها ومساعدتها. تشاركت الاثنتان نفس الاهتمامات وعاشت فوكس كروفت في راغلي هول حتى عام 1672. أصبحت كانواي مهتمة بتعاليم إسحق لوريا أو ما يعرف بالقبالة اللوريانية ومن ثم بجمعية الأصدقاء الدينية أو الكويكرز فاعتنقت تعاليمهم في عام 1677. كان الكويكرز غير محبوبين ومخيفين في إنجلترا في ذلك الوقت، وعانوا من الاضطهاد وحتى السجن. لذا فإن قرار كانواي باعتناق هذا المذهب وجعل منزلها مركزًا لنشاط الكويكرز والتبشير بتعاليمهم، جريئًا وشجاعًا بشكل خاص. لم تكن عائلة كانواي داعمة بشدة لهذا القرار أو راضية عن اعتناق آن ذلك المذهب لكنها احترمت قرارها بالرغم من كل ذلك.
تخللت حياة آن منذ عمر الثانية عشرة (أي عندما عانت من الحمى لمدة من الزمن) سلسلة من الإصابات المتكررة بالصداع النصفي الحاد. وهذا يعني أنها غالبًا ما كانت عاجزة بسبب الألم وأنها قضت وقتًا طويلًا تحت المراقبة الطبية بحثًا عن علاج (حتى أنها تعرضت في مرحلة من المراحل لما يعرف بانفتاح الأوردة الوداجية).